# Baldwin Zettl
Baldwin Zettl (* 29. September 1943 in Falkenau an der Eger) ist ein deutscher Kupferstecher.

## Leben und Werk
Zettls Vater war Bildhauer. Nach dessen Tod im KZ Auschwitz und der Erkrankung seiner Mutter wuchs Zettl in Hildburghausen bei seinen Pflegeeltern Margarete und Kurt Hafner, die die Friedhofsgärtnerei betreiben, auf. Von 1959 bis 1964 nahm er Zeichenunterricht u. a. bei Klaus Magnus (* 1936). Er erlernte 1961 bis 1964 den Beruf des Gebrauchswerbers und studiert von 1964 bis 1969 bei Werner Tübke, Gerhard Kurt Müller und Rolf Kuhrt an der Hochschule für Grafik und Buchkunst Leipzig. Dabei begann er sich ab 1967 intensiv mit dem Kupferstich zu befassen, insbesondere auch mit dem Werk von Johannes Wüsten. An Wüsten knüpft er später bewusst an, und er widmet ihm 1971 den Kupferstich Die Sensation (25,5 × 21,2 cm). Das Diplom erwarb er mit Kupferstichen zu Isaak Babels Die Reiterarmee und Theodor Storms Der Schimmelreiter. Seitdem ist Zettl freischaffend tätig, erst in Leipzig und jetzt in Freiberg.
Zettel ist einer der weltweit bedeutendsten Kupferstecher. Seltener sind Zeichnungen, die er gern als Silberstiftzeichnungen fertigt. Zettl verzichtet auf Farbe. Er nuanciert mit Zwischentönen in der Technik des Kupferstichs. Ausnahmen sind Drucke in Weiß auf schwarzem Papier oder Blätter in Rötel. Der überwiegende Teil seiner Arbeiten interpretiert große Literatur des 19. und frühen 20. Jahrhunderts (darunter Goethe, Gotthold Ephraim Lessing, Heinrich von Kleist, Georg Büchner, Heinrich Heine, Theodor Storm, Lion Feuchtwanger, Bertolt Brecht). Damit gehörte er zu den meistgefragten Buchillustratoren der DDR.
Zettl hatte in der DDR und im Ausland eine bedeutende Zahl von Einzelausstellungen und Ausstellungsbeteiligungen, u. a. 1972/1973, 1977/1978 und 1987/1988 an der Kunstausstellung der DDR in Dresden.
Zettl ist u. a. Mitglied der Pirckheimer-Gesellschaft.

## Selbstreflexion
„Ich bin Kupferstecher mit Leib und Seele. Diese grafische Technik, die wahrhaftig wenig Mittel benötigt um eine Kupferstich herzustellen, ist phantastisch. Die Werkstatt setze ich voraus. Das Vokabular an Werkzeug ist für jeden verständlich. Hammer, Feile, Schleifkohle, Schleifstein, Polierstein, Dreikantschaber, Stichel, Lederkissen, Blendrahmen und eine Hand- oder Klemmlupe sind das Werkzeug des Kupferstechers.“

## Fotografische Darstellung Zettls
- Christian Borchert: Der Grafiker Baldwin Zettl in seinem Atelier (1978)[3]

## Öffentliche Museen und Sammlungen mit Werken Zettls (unvollständig)
- Altenburg/Thür.: Lindenau-Museum
- Berlin: Deutsches Historisches Museum
- Dresden: Kupferstichkabinett Dresden[4]
- Dresden: Kunstfonds des Freistaats Sachsen[4]
- Gera: Otto Dix-Haus
- Kassel: Museum für Sepulkralkultur[5]
- Leipzig: Kunsthalle der Sparkasse Leipzig[6]
- Nürnberg: Germanisches Nationalmuseum

## Werke (Auswahl)

### Zyklen von Kupferstichen (unvollständig)
- Kohlhaas (1972; 10 Stiche)
- Der Zweikampf (1974; 10 Stiche)
- Die Marquise von O … (1979; 10 Stiche)
- Der Prinz von Homburg (1984; 11 Stiche)
- Blumen auf Stein (1984; u. a. „Leben und Traum“, 38,5 × 22,5 cm, 1984)[7]
- Marionettentheater (1991; 7 Stiche)
- Ring des Nibelungen (2001)
- Faust I (2008; 29 Stiche)
- Faust II (2010; 40 Stiche)

### Buchpublikationen mit Reproduktionen nach Kupferstichen Zettls
- Johann Wolfgang Goethe: Du suchst die Tür und läufst vorbei. Buchverlag Der Morgen, Berlin, 1982 (auch als Vorzugsausgabe)
- Georg Büchner: Lenz. Buchverlag Der Morgen, Berlin, 1983
- Werner A. Krenkel (Hrsg.): Erotica antiqua. Teubner Leipzig, 1990 (ein Stich)
- Volker Braun: Das Mittagsmahl. Insel Verlag, Frankfurt/Main und Leipzig, 2007 (Insel-Bücherei Heft Nr. 1289)

- Richard Pietraß: Wandelstern. quartus Verlag, Bucha, 2012 (Edition Ornament, Bd. 11)
- Ralph Grüneberger: Die Ruhe einer Sekunde. Künstlergeschichten. quartus Verlag, Bucha, 2015 (ein Stich)
- Gotthold Ephraim Lessing. Die Juden. Ein Lustspiel in einem Aufzug. Edition Ornament im quartus-Verlag, Bucha, 2023, Hrsg.: Jens-Fietje Dwars. ISBN 978-3-947646-56-2 (auch als Vorzugsausgaben)

## Ehrungen (Auswahl)
- 1969: Hans-Meid-Preis
- 1969: Walter-Tiemann-Preis
- 1981 und 1983: Preis im Wettbewerb 100 ausgewählte Grafiken
- 1984: Hauptpreis der „Intergrafik“
- 1988: Kunstpreis der Stadt Leipzig
- 1989: Silbermedaille der Internationalen Buchkunstausstellung iba
- 1991: Preis der Griffelkunst-Vereinigung

## Personalausstellungen seit der deutschen Wiedervereinigung (unvollständig)
- 2000/2001: Halle/Saale

- 2013: Hildburghausen, Stadtmuseum ("Von der Kunst, Bilder zu lesen")

- 2021/2022: Leipzig, akanthus-galerie im Westwerk (Werkschau)
- 2023: Leipzig, akanthus-Galerie im Westwerk (Zeichnungen)[8]
- 2023: Wildenfels, Schloss Wildenfels (mit Erik Neukirchner)